# Relationer mellan Danmark och Norge

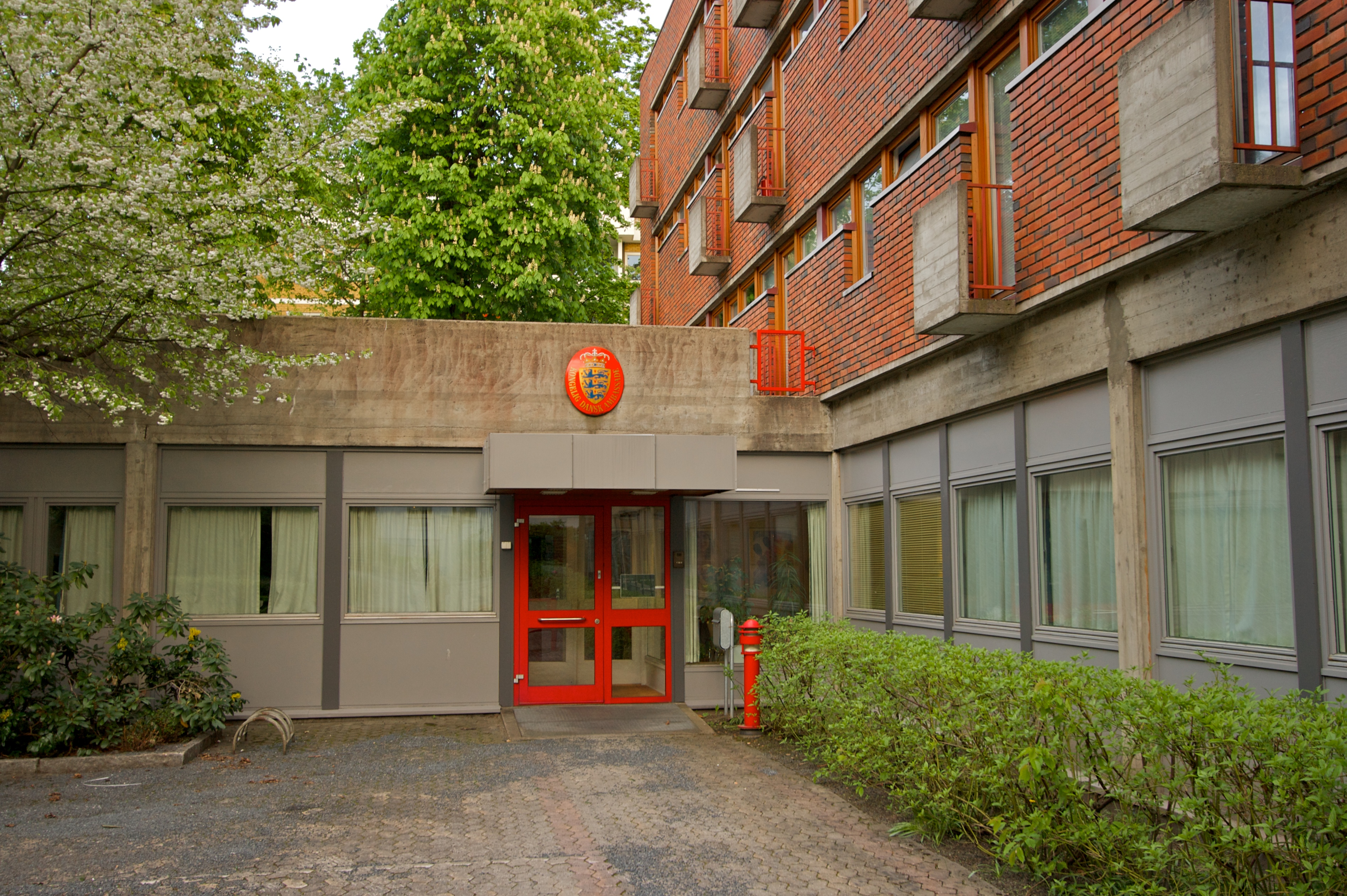
Danmarks ambassad i Oslo.

 Relationer mellan Danmark och Norge har en lång historia. Båda ingick i Kalmarunionen åren 1397-1523,  och dansk-norska unionen mellan 1537  och 1814.
Diplomatiska förbindelser upprättades 1905, efter Norges självständighet från Sverige. Danmark har en ambassad i Oslo.  Norge har en ambassad i Köpenhamn.
Båda är med i Nordiska rådet, Östersjöstaternas råd, NATO samt Europarådet. Det finns cirka 15 000 norrmän som bor i Danmark medan det finns cirka 20 000 danskar som bor i Norge.

## Kalmarunionen
Kalmarunionen är ett historiografiskt begrepp som syftar på personalunionerna mellan de tre kungarikena Danmark, Norge (inklusive Island, Grönland, Färöarna, Shetlandsöarna och Orkneyöarna) samt Sverige (inklusive Finland) under en enda monark, med en befolkning på runt 3 000 000.
Tekniskt sett hade staterna inte sagt upp sin suveränitet eller självständighet, men i praktiken ledde monarken ansvaret för utrikespolitiken; och intressekonflikter uppstod snart (framför allt den svenska adelns missnöje med Danmarks och Holsteins dominans) ledde till konflikt som kom att skada unionen i flera omgångar från 1430-talet och fram till 1523 då Gustav Vasa blev kung i Sverige, och unionen upphörde.
Norge med besittningar, förblev en del av Danmark-Norge under kungahuset Oldenburg fram till 1814.

## Danmark–Norge
Danmark–Norge är ett historiografiskt begrepp som syftar på unionen mellan Danmark och Norge, inklusive de norska besittningarna Island, Grönland och Färöarna. Sedan Kalmarunionen upplöstes ingick 1536 Danmark och Norge personalunion, som varade fram till 1814.
Begreppet Kungariket Denmark användes ibland om unionen för åren 1536–1814, då den politiska och ekonomiska makten fanns i Köpenhamn. Begreppet omfattar den "kungliga delen" av kungahuset Oldenburg som det var 1460, exklusive "hertigdömena" Schleswig och Holstein. Inom administrationen användes två olika officiella språk, danska och tyska, och länge fanns både danskt och tyskt kansli.
Danmark och Norge skildes åt då unionen upplöstes 1814. Island blev då en dansk koloni, för att 1944 bli republik.

## Andra världskriget
Både Danmark och Norge ockuperades av Tyskland under andra världskriget. Skadorna var relativt milda.

### Fotnoter
1. ↑  ”Statistical Yearbook 2009, Table 17” (pdf). Danska statens webbplats. Arkiverad från originalet den 17 december 2010. https://web.archive.org/web/20101217070815/http://www.denmark.dk/NR/rdonlyres/1B85566F-CEED-49A8-B704-B5B3829A233E/0/stat_year_pop_ele.pdf. Läst 10 januari 2011.
2. ↑  Statistics Norway
3. ↑  Boraas, Tracey (2002). Sweden. Capstone Press. sid. 24. ISBN 0-7368-0939-2
4. ↑  Rigsarkivets Samlinger. Arkivalier før 1848. Danske kancelli 1454–1848 Arkiverad 12 februari 2006 hämtat från the Wayback Machine.; Rigsarkivets Samlinger. Arkivalier før 1848. Tyske kancelli Arkiverad 12 februari 2006 hämtat från the Wayback Machine..
5. ↑  uboat.net Norwegian Fleet Losses